# Walheim, Ludwigsburg
Walheim là một thị xã ở huyện Ludwigsburg, Baden-Württemberg, Đức. Đô thị này có diện tích kilômét vuông, dân số thời điểm ngày 31 tháng 12 năm 2006 là 2996 người.

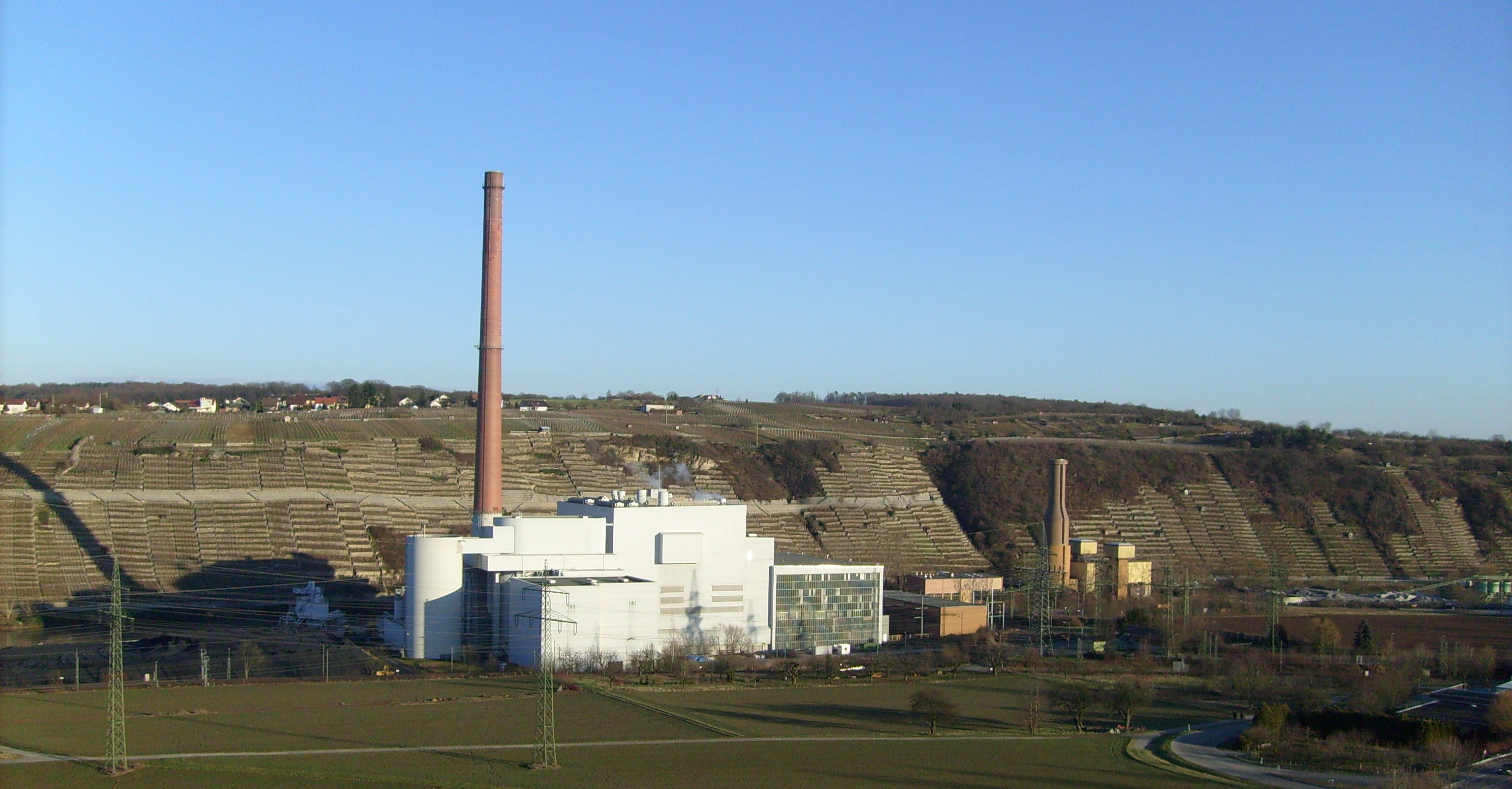
Nhà máy điện Walheim